# Distrito de Bhojpur
El distrito de Bhojpur es uno de los seis distritos que conforman la Zona de Kosi, en Nepal.

## Comités de desarrollo rural

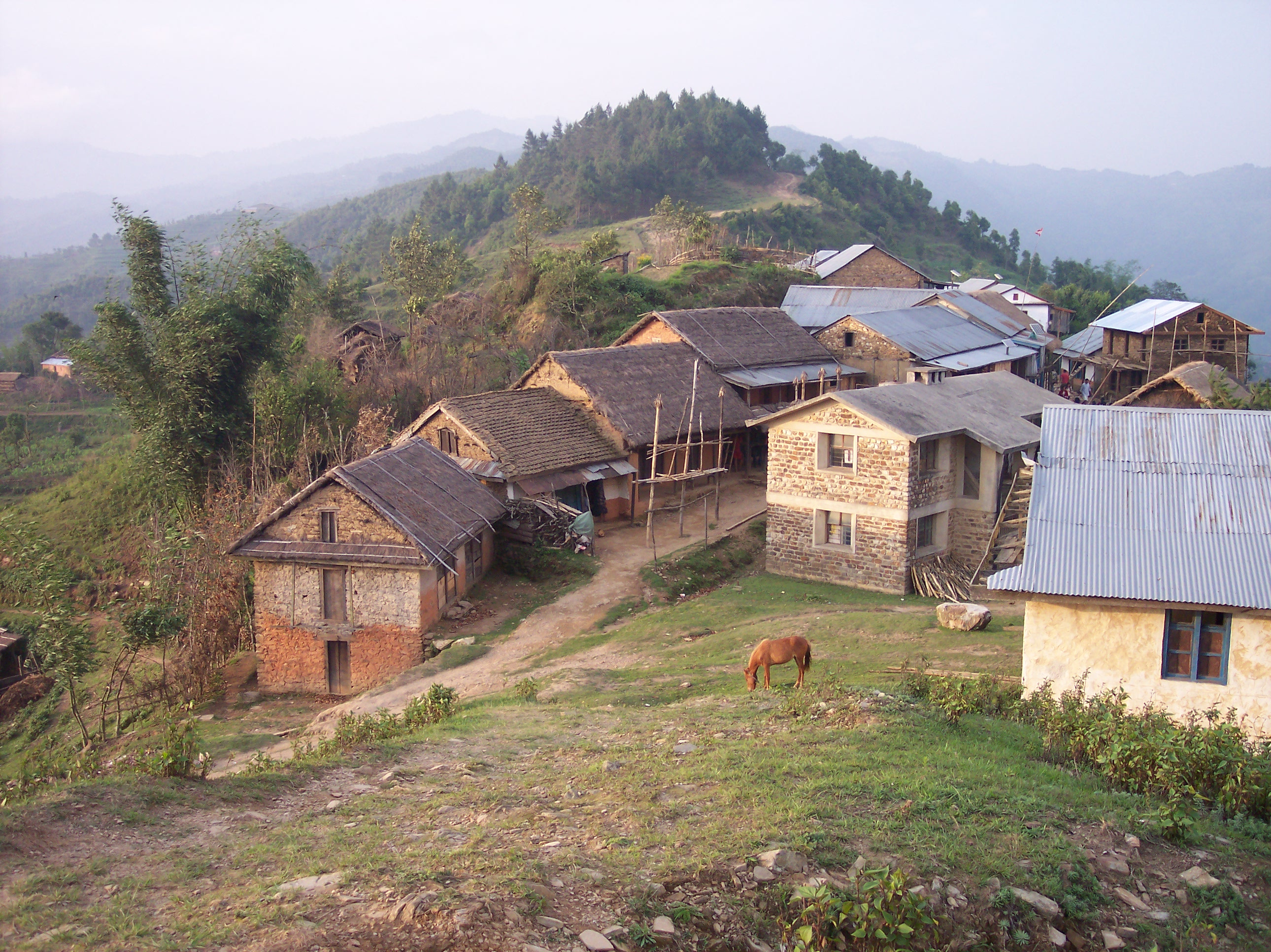
Comité de desarrollo rural de Balankha, en el distrito de Bhojpur.

En el distrito se encuentran los siguientes comités de desarrollo rural:
- Aamtep
- Annapurna
- Baikuntha
- Balankha
- Basikhola
- Basingtharpur
- Basteem
- Bhaisipankha
- Bhubal
- Bhulke
- Bokhim
- Bhojpur
- Boya
- Champe
- Changre
- Charambi
- Chaukidada
- Chhinamukh
- Dalgaun
- Deurali
- Dewantar
- Dhodalekhani
- Dobhane
- Dummana
- Gogane
- Gupteshwor
- Hasanpur
- Helauchha
- Homtang
- Jarayotar
- Keemalung
- Keurepani
- Khairang
- Khartimchha
- Khatamma
- Khawa
- Kota
- Kudak Kaule
- Kulunga
- Lekharka
- Mane Bhanjyang
- Mulpani
- Nagi
- Nepaledada
- Okhre
- Pangcha
- Patle Pani
- Pawala
- Pyauli
- Ranibas
- Sangpang
- Sano Dumba
- Shyamsila
- Siddheswor
- Sindrang
- Syamsila
- Taksar
- Thidingkha
- Thulo Dumma
- Timma
- Tiwari Bhanjyang
- Tunggochha
- Yaku
- Yangpang
- Chaukidada